# 上卡珀尔
上卡珀尔是奥地利上奥地利州罗尔巴赫县的一个市镇。总面积12平方公里，总人口749人，人口密度62.4人/平方公里（2005年）。